# Daniel Chevallier
Daniel Chevallier, né le 12 septembre 1943 à Veynes (Hautes-Alpes), est un homme politique français. 

## Biographie
Diplômé de l'Université Scientifique et Médicale de Grenoble, il est maître de conférences à la faculté de pharmacie dans cette même université avant d'exercer ses mandats politiques.
Il est membre du Parti socialiste. Il est élu une première fois député des Hautes-Alpes le 26 juin 1981 et reste sur les bancs de l'Assemblée nationale pendant trois mandats consécutifs avant d'être battu le 28 mars 1993 par Henriette Martinez (RPR).
En 1997, il redevient député de la première circonscription des Hautes-Alpes au cours de la XIe législature, mais il n'est pas réélu en 2002.
Il est maire de Veynes jusqu'en 2001, date à laquelle il tente de se faire élire maire de Gap. En mars 2008, il se présente aux élections municipales à Veynes et échoue au 1er tour face au maire socialiste sortant, Christine Nivou.